# Veleševec
Veleševec is een plaats in de gemeente Orle in de Kroatische provincie Zagreb. De plaats telt 506 inwoners (2001).